# Didier Méda
Didier Méda, né le 8 octobre 1963 à Thonon-les-Bains et mort le 31 octobre 1999 à Évian-les-Bains, est un skieur acrobatique français. 

## Carrière
Didier Méda termine deuxième de l'épreuve de démonstration de saut acrobatique des Jeux olympiques de 1988 à Calgary, puis est médaillé d'argent en saut acrobatique aux Championnats du monde de ski acrobatique 1989 à Oberjoch. Il termine troisième de l'épreuve de démonstration des Jeux olympiques de 1992 à Albertville.
Il prend sa retraite après les Jeux olympiques de 1992.

## Palmarès

### Jeux olympiques d'hiver
| Édition / Discipline             | Saut acrobatique |
| Calgary 1988 (démonstration)     | Argent           |
| Albertville 1992 (démonstration) | Bronze           |

### Championnats du monde
| Édition / Discipline | Saut acrobatique |
| Tignes 1986          | 4e               |
| Oberjoch 1989        | Argent           |
| Lake Placid 1991     | 7e               |

### Coupe du monde
- Meilleur classement général : 10e en 1991.
- Meilleur classement en saut acrobatique : 2e en 1991.
- 24 podiums dont 7 victoires en saut acrobatique